# Viola Reggio Calabria 1998-1999
Rosa della Viola Reggio Calabria per la stagione 1998-1999 di Serie A2.
Piazzamento finale: 3º posto, promossa in Serie A1 dopo i play-off.
Sponsor: nessuno.
| Nome                                    | Nazionalità                                                      | Ruolo        | Nascita |
| --------------------------------------- | ---------------------------------------------------------------- | ------------ | ------- |
| Franco Binotto                          | Italia (bandiera)                                                | guardia      | 1970    |
| Peter Van Elswyk                        | Canada (bandiera) · Paesi Bassi (bandiera)                       | centro       | 1974    |
| Gianluca Tomasiello                     | Italia (bandiera)                                                | playmaker    | 1980    |
| Gustavo Tolotti                         | Italia (bandiera)                                                | ala-centro   | 1967    |
| Brent Scott                             | Stati Uniti (bandiera)                                           | centro       | 1971    |
| Alessandro Santoro                      | Italia (bandiera)                                                | playmaker    | 1965    |
| Domenico Saccà                          | Italia (bandiera)                                                | ala          | 1980    |
| Brian Oliver                            | Stati Uniti (bandiera)                                           | guardia      | 1968    |
| Sydney Johnson                          | Stati Uniti (bandiera) · Francia (bandiera)                      | play-guardia | 1974    |
| Sebastiano Grasso                       | Italia (bandiera)                                                | guardia      | 1978    |
| Emanuel Ginóbili                        | Argentina (bandiera) · Italia (bandiera)                         | ala          | 1977    |
| Christian Welp                          | Germania (bandiera)                                              | centro       | 1964    |
| Jeff Nordgaard (fino al 01/10/1998)     | Stati Uniti (bandiera) · Polonia (bandiera) · Irlanda (bandiera) | ala          | 1973    |
| Cristiano Grappasonni (dall'11/12/1998) | Italia (bandiera)                                                | ala-centro   | 1972    |
| All: Gaetano Gebbia                     | Italia (bandiera)                                                | -            | 1957    |